# ABTS
Pour les articles homonymes, voir Abts.
L'acide 2,2'-azino-bis(3-éthylbenzothiazoline-6-sulphonique) (ABTS) est un composé chimique utilisé notamment en biochimie dans l'étude de la cinétique de certaines enzymes. Il est couramment employé par la méthode immuno-enzymatique ELISA pour détecter la liaison des molécules entre elles.
On l'utilise souvent comme substrat avec le peroxyde d'hydrogène H2O2 et une peroxydase (telle que la peroxydase de raifort) ou seul avec des oxydases multicuivre (en) telles que les laccases ou la bilirubine oxydase (en). Cela permet de suivre la cinétique de ces peroxydases, mais aussi éventuellement de suivre la cinétique de toute enzyme produisant du peroxyde d'hydrogène, voire simplement d'évaluer la quantité de peroxyde d'hydrogène présent dans l'échantillon.
Le potentiel d'oxydoréduction de l'ABTS est suffisamment élevé pour pouvoir réduire l'oxygène O2 et le peroxyde d'hydrogène H2O2, notamment aux valeurs de pH rencontrées lors des catalyses en milieu biologique. Dans ces conditions, les groupes sulfonate sont entièrement déprotonés et l'ABTS se présente comme un dianion avec les potentiels standard suivants :
| ABTS + e− → ABTS–·   | E°′ = 1,08 V / ESH |
| ABTS–· + e− → ABTS2− | E°′ = 0,67 V / ESH |
L'ABTS permet de suivre la cinétique des peroxydases parce que ses propriétés optiques changent à mesure que le peroxyde d'hydrogène est consommé par ces enzymes, donnant un produit final soluble de couleur verte. Son pic d'absorbance s'établit alors à 420 nm avec ε = 3,6 × 104 M–1·cm–1 et peut être facilement suivie par un spectrophotomètre. On l'utilise parfois comme réactif pour estimer la concentration en glucose dans le sérum.

L'ABTS est également utilisé couramment par l'industrie agroalimentaire et les chercheurs dans le domaine agricole pour évaluer la capacité antioxydante des aliments. Pour ce faire, on le convertit en radical cationique par addition de persulfate de sodium Na2S2O8. Ce cation est de couleur bleue, avec un pic d'absorption à 734 nm. Le radical cationique ABTS réagit avec la plupart des antioxydants, notamment les phénols les thiols et la vitamine C. Au cours de ces réactions, il perd sa couleur bleue et retrouve son état neutre, incolore. Ces réaction peuvent être suivies par spectrophotométrie. Cette mesure est souvent appelée capacité antioxydante en équivalent Trolox (en) (TEAC), qui permet de comparer la réactivité de différents antioxydants par rapport au Trolox, équivalent hydrophile de la vitamine E.